# Obraz Matki Bożej Łaskawej – Patronki Warszawy
Matka Boża Łaskawa – Patronka Warszawy – słynący łaskami wizerunek Matki Bożej patronującej Warszawie.
Matka Boża Łaskawa przedstawiona jest w różowej sukni i niebieskim płaszczu, z rozłożonymi szeroko rękoma, w dłoniach trzyma połamane strzały. Obraz znajduje się w kościele oo. jezuitów na Starym Mieście w Warszawie. Jest kopią wizerunku Matki Bożej Łaskawej z Faenzy we Włoszech.

## Historia i kult obrazu
Namalowany został przez nieznanego warszawskiego artystę na zamówienie rektora pierwszego konwentu pijarów na ziemiach polskich, ks. Hiacynta Orsellego, z przeznaczeniem na ołtarz kościoła pijarów przy ul. Długiej (obecna katedra polowa). 24 marca 1651 w obecności nuncjusza papieskiego arcybiskupa Jana de Torres został uroczyście wprowadzony do świątyni i ukazany ludowi Warszawy. Nuncjusz odczytał bullę papieża Innocentego X ustanawiającą święto Mater Gratiarum Varsaviensis na drugą niedzielę maja.
W 1662 magistrat miasta wobec szerzącej się zarazy, zarządził szczególne modlitwy przebłagalne przed wizerunkiem Matki Bożej, niosąc obraz wzdłuż wewnętrznych murów miasta, a po ustaniu epidemii podjął uchwałę w której ogłoszono Matkę Bożą Łaskawą Patronką Warszawy.  Włodarze miasta udekorowali wizerunek Matki Bożej Łaskawej wotywną koroną. Jednocześnie powierzono Jej opiekę nie tylko nad stolicą Rzeczypospolitej, lecz także nad całym Królestwem Polskim obwołując Maryję Mater Gratiarum Varsaviensis – Strażniczką Polski-Custos Poloniae.
Obraz otaczany był niezwykłą czcią wiernych w kościele pijarów do powstania listopadowego. Po jego upadku, gdy w 1834 kościół został zamieniony na cerkiew, pijarzy z ul. Długiej przenieśli się wraz z obrazem Matki Bożej do zrujnowanego, pojezuickiego kościoła na ul. Świętojańską. Po upadku powstania styczniowego, wspierający akcję zbrojną pijarzy zostali wygnani z Warszawy. Obraz przeszedł w ręce księży diecezjalnych.
Po I wojnie światowej pieczę nad kościołem i obrazem przejęli jezuici. Podczas powstania warszawskiego obraz Matki Bożej Łaskawej ukrywany był w kościele św. Andrzeja Boboli na Rakowieckiej. Na mocy papieskiego dekretu z 1968 ustanowiono Matkę Bożą Łaskawą Patronką Warszawy, a w 1970 Stolica Apostolska zatwierdziła uroczyście tytuł Matki Bożej Łaskawej – Patronki Warszawy. Dla ożywienia i upowszechnienia kultu 7 października 1973 kard. Stefan Wyszyński dokonał uroczystej koronacji obrazu papieskimi koronami.
Dwukrotnie podczas pielgrzymek do Polski przed obrazem Matki Bożej Łaskawej modlił się Jan Paweł II: 2 czerwca 1979 i 16 czerwca 1983.
W Warszawie święto NMP Łaskawej – Patronki Warszawy obchodzone jest w drugą sobotę maja w randze uroczystości.